# Cissampelos ovalifolia
Cissampelos ovalifolia är en tvåhjärtbladig växtart som beskrevs av Dc.. Cissampelos ovalifolia ingår i släktet Cissampelos och familjen Menispermaceae. Inga underarter finns listade i Catalogue of Life.